# Lycanthrope (chanson)
Singles de +44
No, It Isn't
(2005) When Your Heart Stops Beating
(2006)
Pistes de When Your Heart Stops Beating
Baby Come On
(02)
Lycanthrope est une chanson du groupe +44. Elle apparait sur l'album When Your Heart Stops Beating, elle est sortie en version single et uniquement en format vinyle le 7 novembre 2006.

## Liste des pistes
| Lycanthrope | Lycanthrope                       | Lycanthrope | Lycanthrope | Lycanthrope | Lycanthrope | Lycanthrope | Lycanthrope | Lycanthrope | Lycanthrope |
| No          | Titre                             | Auteur      | Durée       |             |             |             |             |             |             |
| ----------- | --------------------------------- | ----------- | ----------- | ----------- | ----------- | ----------- | ----------- | ----------- | ----------- |
| 1.          | Lycanthrope                       | +44         | 3:57        |             |             |             |             |             |             |
| 2.          | 145 (Version acoustique de "155") | +44         | 3:35        |             |             |             |             |             |             |
| 7:52        |                                   |             |             |             |             |             |             |             |             |

## Apparitions de la chanson dans les médias
- La chanson apparait dans le jeu vidéo Guitar Hero 4: World Tour
- La chanson apparait dans le jeu vidéo Tony Hawk's Project 8